# Доржу, Зоя Юрьевна
Зоя Юрьевна Доржу (род. 9 июня 1952, Кызыл, Тувинская автономная область, СССР) — советский и российский историк, специалист по социально-экономической истории Тувы и социальному положению женщин. Доктор исторических наук (1993), профессор (1995).

## Биография
Родилась 9 июня 1952 года в столице Тувинской автономной области Кызыле в семье сельских учителей.
В 1975 году окончила исторический факультет Иркутского государственного университета имени А. А. Жданова по специальности «История» и получила квалификацию преподавателя истории и обществознания. Одновременно с ней на факультете обучались будущие известные историки Н. И. Дроздов и М. Д. Северьянов.
В 1979 году в Иркутском государственном университете им. А. А. Жданова защитила диссертацию на соискание учёной степени кандидата исторических наук по теме «Деятельность Тувинской организации КПСС по повышению социальной активности женщин в условиях развитого социализма» (специальность 07.00.01 — «История КПСС») под научным руководством профессора Б.С. Санжиева.
С 1979 года — старший преподаватель кафедры истории Кызыльского филиала Красноярского политехнического института, а с 1980 года — заведующая кафедрой.
В 1983 году перешла на работу на кафедру марксизма-ленинизма Кызыльского государственного педагогического института. В 1986 году стала деканом факультета начального обучения.
В 1993 году в Российской академии управления защитила диссертацию на соискание учёной степени доктора исторических наук по теме «Социальное положение женщин в Республике Тува: история и современность (1921—1993 гг.)» (специальность 07.00.02 — «Отечественная история»). В 1995 году получила учёное звание профессора. Стала первой тувинкой, защитившей докторскую диссертацию.
В 1996—1999 годах — проректор по научной работе Тувинского государственного университета. Была одним из инициаторов открытия исторического факультета в университете.
С 2000 года — профессор и заведующая кафедрой отечественной истории Тувинского государственного университета. За это время подготовила 17 кандидатов наук, способствовала открытию новых направлений магистратуры и аспирантуры, налаживанию научных связей университета. Является автором более 100 научных работ, учебников и учебных пособий.

## Общественно-политическая деятельность
С 1999 года принимала участие в создании в Туве отделения политической партии «Единство» и являлась одним из первых организаторов создания тувинского регионального отделения партии «Единая Россия». В 2002—2006 годах — секретарь Политсовета регионального отделения партии.
В 2006—2016 годах — депутат Верховного Хурала Республики Тыва, возглавляла Комитет по науке, образованию и культуре.
На общественных началах состояла в ряде комиссий в области образования и науки, являлась экспертом проекта «Кадровый резерв — профессиональная команда страны», региональным координатором проекта «Ясли-сады — детям». С 2008 года является членом Научно-технического совета при Председателе Правительства Республики Тыва.

## Награды
- Грамота Государственного комитета Российской Федерации по молодёжной политике: 2001
- Почётная грамота Верховного Хурала Республики Тыва: 2001
- Занесена в Государственную книгу Республики Тыва «Лучшие люди Тывы XX века»: 2001
- «Заслуженный деятель науки Республики Тыва»: 2005
- Почётный работник высшего профессионального образования Российской Федерации: 2006
- Медаль ордена «За заслуги перед Отечеством» II степени: 2024[2]